# Юпітер LXVII
Юпітер LXVII — супутник Юпітера, також відомий під початковим позначенням S/2017 J 6. Відкритий Скоттом Шеппардом та його командою у 2017 році. Оголошено про це відкриття було лише 17 липня 2018 року в електронному циркулярі Центру малих планет.
Супутник належить до групи Пасіфе. Він має діаметр приблизно 2 кілометри і та обертається навколо великої півосі близько 22 455 000 км з нахилом орбіти приблизно 155,2°.